# Yoshiko Yano
Pour les articles homonymes, voir Yano.
 (août 2025).
Si vous disposez d'ouvrages ou d'articles de référence ou si vous connaissez des sites web de qualité traitant du thème abordé ici, merci de compléter l'article en donnant les références utiles à sa vérifiabilité et en les liant à la section « Notes et références ».
Yoshiko Yano (矢野 美子, Yano Yoshiko) est une joueuse de volley-ball japonaise née le 1er août 1985 à Mimata (Préfecture de Miyazaki). Elle mesure 1,83 m et joue au poste de centrale. 

## Clubs
| Club           | De        | À         |
| -------------- | --------- | --------- |
| Denso Airybees | 2004-2005 | 2011-2012 |
| TAB Queenseis  | 2012-2013 | 2013-2014 |
| PFU BlueCats   | 2014-2015 | …         |

## Palmarès
- V Première Ligue
  - Finaliste : 2008.
- Tournoi de Kurowashiki
  - Vainqueur : 2008, 2014.
- Coupe de l'impératrice
  - Vainqueur : 2010.
  - Finaliste : 2009.